# Edmund Feuster
Edmund Feuster (* 30. Mai 1954 in Jüchen, Kreis Neuss; † 7. April 2025 in Grevenbroich, Kreis Neuss) war ein deutscher Politiker (SPD) und war von 2000 bis 2005 Abgeordneter des nordrhein-westfälischen Landtags.

## Beruflicher Werdegang
Edmund Feuster absolvierte eine Ausbildung zum Groß- und Außenhandelskaufmann und erlangte 1976 auf dem zweiten Bildungsweg seine Fachhochschulreife. Von 1976 bis 1979 studierte er Betriebswirtschaft an der Fachhochschule Niederrhein mit dem Abschluss zum Diplom-Betriebswirt. Bis zu seiner Wahl in den Landtag im Jahr 2000 arbeitete er in verschiedenen Unternehmen, unter anderem in der Emhart Glass GmbH. Dort war er nach seinem Ausscheiden aus dem Landtag 2005 wieder tätig und wechselte 2007 zum Bezirksverband der Arbeiterwohlfahrt in Essen.

## Politik
1976 trat Edmund Feuster in die SPD ein, von 1984 bis zu seinem Tod war er Mitglied des Rates der Stadt Grevenbroich. 1994 wurde er zum Vorsitzenden der sozialdemokratischen Fraktion im Rat gewählt und hielt diese Funktion bis Ende 2009 inne. Von 2009 bis zu seinem Tod war er erster stellvertretender Bürgermeister der Stadt Grevenbroich.
Von 1978 bis 1990 war er Vorsitzender des SPD-Ortsvereins Grevenbroich-Kapellen.
Feuster war von 2000 bis 2005 ordentliches Mitglied des Verkehrsausschusses und des Ausschusses für Städtebau und Wohnungswesen im nordrhein-westfälischen Landtag. Im Jahr 2005 kandidierte er erfolglos für das Amt des Grevenbroicher Bürgermeisters und musste sich Axel Prümm geschlagen geben, der die Wahl gewann. Im gleichen Jahr verlor er auch seine erneute Kandidatur für den Düsseldorfer Landtag.
Die SPD im Rhein-Kreis Neuss kürte Feuster 2009, nach einer basisdemokratischen Abstimmung, erneut zum Kandidaten für den Landtag. Die anschließende Landtagswahl verlor er jedoch deutlich gegen Wiljo Wimmer (CDU).

## Privates
Edmund Feuster war verheiratet und hatte keine Kinder.